# Freddie Hamilton
Freddie Hamilton, född 1 januari 1992, är en kanadensisk professionell ishockeyspelare som spelar för Arizona Coyotes i NHL.
Han har tidigare spelat för Calgary Flames och spelar för deras primära samarbetspartner Stockton Heat i American Hockey League (AHL). Han har spelat på NHL-nivå för Calgary Flames, Colorado Avalanche och San Jose Sharks och på lägre nivåer för Stockton Heat, Lake Erie Monsters och Worcester Sharks i AHL och Niagara Icedogs i OHL.
Hamilton draftades i femte rundan i 2010 års draft av San Jose Sharks som 129:e spelare totalt.

## Statistik
| 2007–2008  | Toronto Marlboros  | GTHL       | 36  | 28  | 29  | 57  | 4  | —  | —  | —  | —  | —  |
| 2008–2009  | Niagara Icedogs    | OHL        | 65  | 10  | 18  | 28  | 8  | 12 | 2  | 2  | 4  | 4  |
| 2009–2010  | Niagara IceDogs    | OHL        | 64  | 25  | 30  | 55  | 12 | 5  | 1  | 1  | 2  | 6  |
| 2010–2011  | Niagara IceDogs    | OHL        | 68  | 38  | 45  | 83  | 20 | 14 | 4  | 10 | 14 | 4  |
| 2011–2012  | Niagara IceDogs    | OHL        | 61  | 35  | 51  | 86  | 31 | 20 | 7  | 17 | 24 | 9  |
| 2012–2013  | Worcester Sharks   | AHL        | 76  | 13  | 13  | 26  | 16 | —  | —  | —  | —  | —  |
| 2013–2014  | San Jose Sharks    | NHL        | 11  | 0   | 0   | 0   | 2  | —  | —  | —  | —  | —  |
|            | Worcester Sharks   | AHL        | 64  | 22  | 21  | 43  | 6  | —  | —  | —  | —  | —  |
| 2014–2015  | San Jose Sharks    | NHL        | 1   | 0   | 0   | 0   | 0  | —  | —  | —  | —  | —  |
|            | Worcester Sharks   | AHL        | 52  | 9   | 21  | 30  | 12 | —  | —  | —  | —  | —  |
|            | Colorado Avalanche | NHL        | 17  | 1   | 0   | 1   | 0  | —  | —  | —  | —  | —  |
|            | Lake Erie Monsters | AHL        | 5   | 2   | 2   | 4   | 0  | —  | —  | —  | —  | —  |
| 2015–16    | Calgary Flames     | NHL        | 4   | 1   | 1   | 2   | 0  | —  | —  | —  | —  | —  |
|            | Stockton Heat      | AHL        | 62  | 18  | 25  | 43  | 24 | —  | —  | —  | —  | —  |
| 2016–17    | Calgary Flames     | NHL        | 26  | 2   | 0   | 2   | 8  | 1  | 0  | 0  | 0  | 0  |
| 2017–18    | Calgary Flames     | NHL        | 8   | 0   | 1   | 1   | 2  | —  | —  | —  | —  | —  |
|            | Arizona Coyotes    | NHL        | 8   | 0   | 0   | 0   | 0  | —  | —  | —  | —  | —  |
| 2018–19    | Arizona Coyotes    | NHL        | —   | —   | —   | —   | —  | —  | —  | —  | —  | —  |
| NHL totalt | NHL totalt         | NHL totalt | 75  | 4   | 2   | 6   | 12 | 1  | 0  | 0  | 0  | 0  |
| AHL totalt | AHL totalt         | AHL totalt | 197 | 46  | 57  | 103 | 34 | —  | —  | —  | —  | —  |
| OHL totalt | OHL totalt         | OHL totalt | 258 | 108 | 144 | 252 | 71 | 51 | 14 | 30 | 44 | 23 |

## Privatliv
Freddie Hamilton är son till Doug Hamilton, som vann bronsmedalj i scullerfyra i rodd vid de olympiska sommarspelen 1984, och äldre bror till Dougie Hamilton, som spelar i NHL.